# Tseveensuren Ganbayar
Tseveensuren Ganbayar (Ulan Bator, 22 de junio de 1991) es un futbolista de Mongolia que juega como arquero. Su club actual es el Ulan Bator University.

## Trayectoria
Ganbayar debutó en la temporada 2009 con su equipo, el Ulan Bator University, en el cual sigue jugando actualmente.

## Selección nacional
Fue convocado para los partidos de Clasificación a la Copa Desafío de la AFC 2012 por el nuevo técnico Erdenebat Sandagdorj en enero de 2011, con apenas 19 años. En efecto, debutó con la selección absoluta el 9 de febrero de 2011 contra Filipinas en Bacólod, en un partido que finalizó con victoria de este último por 2-0.
Fue titular en el primer triunfo de su selección en eliminatorias mundialistas, un 1-0 contra  Birmania en Ulan Bator.

## Clubes
| Club                  | País     | Año    |
| --------------------- | -------- | ------ |
| Ulan Bator University | Mongolia | 2009 - |

## Palmarés

### Campeonatos nacionales
| Título         | Club                  | País     | Año  |
| -------------- | --------------------- | -------- | ---- |
| Niislel League | Ulan Bator University | Mongolia | 2009 |